# Misopates
Misopates es un género con una decena de especies descritas, de las cuales solo 3 están aceptadas, de plantas de flores de la familia Plantaginaceae.
- Nota: género anteriormente clasificado, al igual que otros próximos (Anarrhinum, Antirrhinum, Linaria, etc.), en la familia Scrophulariaceae.

## Especies aceptadas
- Misopates calycinum (Lange) Rothm.
- Misopates oranense (Faure) D.A.Sutton
- Misopates orontium (L.) Raf.[1]